# Roza-vânturilor

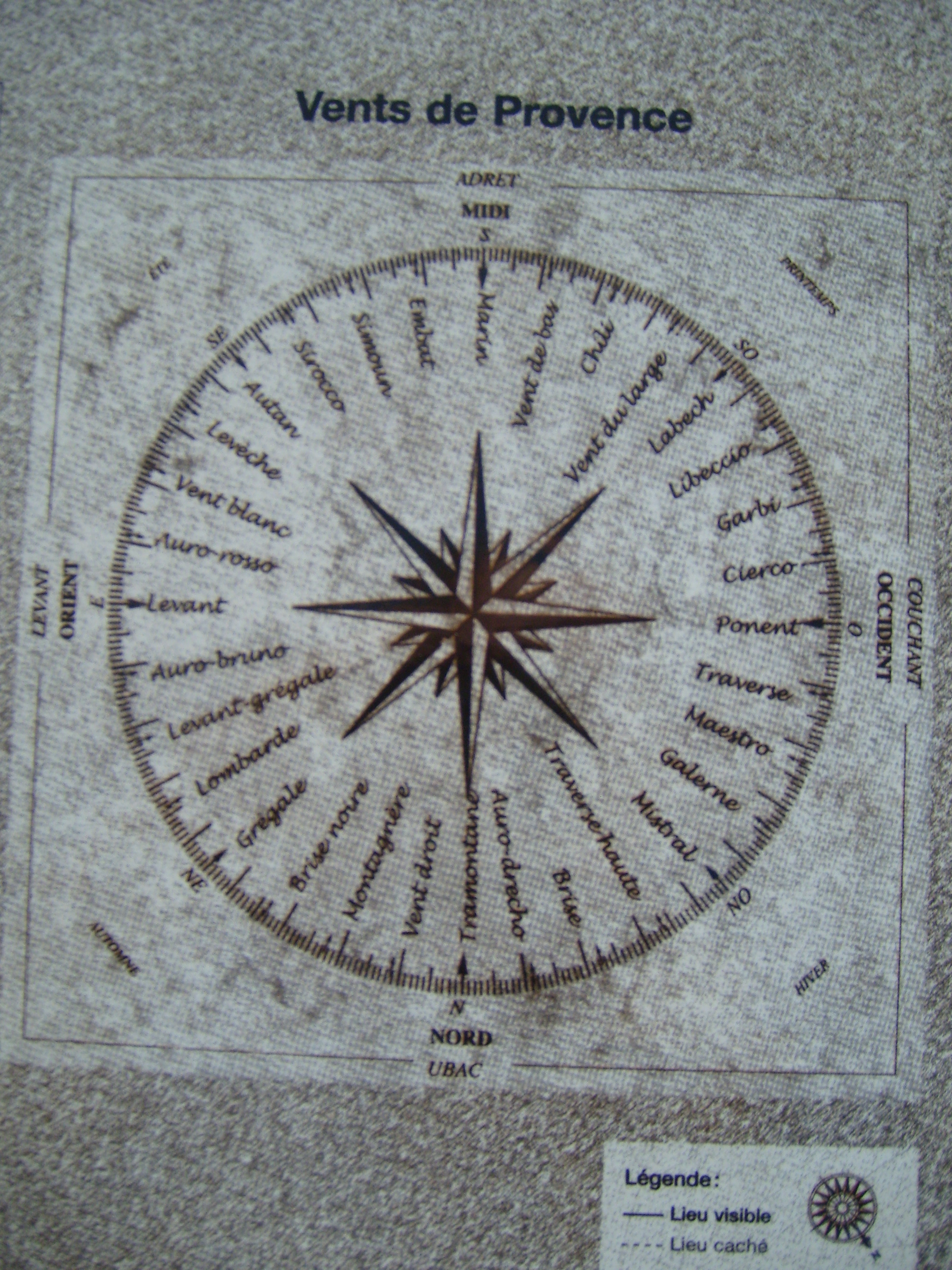
Roza-vânturilor pentru regiunea Provence

Roza-vânturilor este reprezentarea grafică a frecvenței vântului pe cele opt direcții cardinale și intercardinale, într-un anumit punct sau într-o anumită zonă de pe un teritoriu.
La sistematizarea și construirea centrelor populate se ține cont de direcția vântului. Deoarece direcția vântului se schimbă des, este important să se cunoască direcția ce predomină într-o localitate. Cu acest scop se fac observări asupra direcției tuturor vânturilor, în cursul anului și pe baza datelor obișnuite se construiește graficul denumit Roza-vânturilor.
Roza frecvenței vânturilor e o reprezentare grafică a repetării predominante a direcției vânturilor după carturi (părțile lumii), într-o perioadă concretă de timp (de regulă, o lună, un sezon, un an) sau pentru câțiva ani. Pentru formarea rozei frecvenței vânturilor trebuie însumat numărul tuturor cazurilor de vânt și timp liniștit în decursul unei perioade.
Suma obținută se ia ca 100%, iar numărul de cazuri de vânt din fiecare cart și timp liniștit se calculează în procente, după care se construiește o diagramă. Pentru aceasta din centru se trag 8 linii care înseamnă 8 carturi. (S, N, NE, NV, E, V,-S, SE).

Roza-vânturilor

Al doilea sens al termenului roza-vânturilor, este cel de reprezentare grafică, în formă de stea, a direcțiilor punctelor cardinale, folosită în cutia unei busole pentru a repera direcția către care se îndreaptă acul magnetic al busolei. În navigație, indicatoarele busolei cresc în sens orar în jurul rozei-vânturilor, pornind cu 0° în partea de sus a rozei. Direcția predominantă a vântului se exprimă în grade ale rozei-vânturilor (Nord = 0°, Est = 90°, Sud = 180° și Vest = 270°).
A 32-a parte din roza-vânturilor, adică 11¼ grade, reprezentând unghiul dintre direcțiile intercardinale, se numește cart. Cartul, ca diviziune unghiulară egală cu 11°15', care reprezintă a 32 parte din cerc, se utilizează în navigație pentru a defini cu aproximație direcția spre care se află un obiect, direcția din care bate vîntul etc, față de prova sau traversul navei. La navele cu vele, navigația se efectua pe baza carturilor, în care scop ele erau indicate pe roza compasului și aveau ca origine de contare direcția nord.
Unitatea de măsură pentru unghiuri egale cu a treizeci și doua parte din orizontul vizibil se numește rumb.

## Aplicații

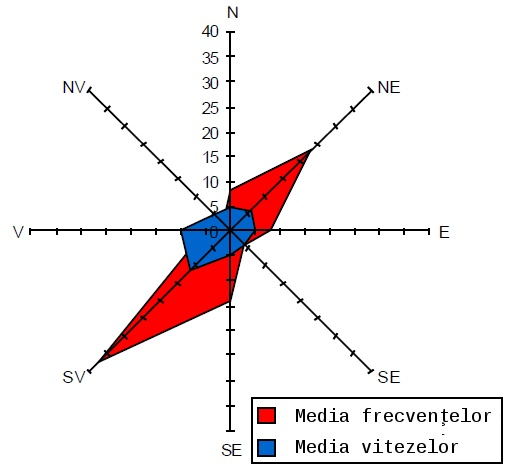
Roza-vânturilor medii pentru un loc dat (exemplu)

Roza-vânturilor, constând din două cercuri concentrice gradate de la 0° la 360°, este imprimată din loc în loc pe hărțile marine de navigație (încă din vremea portulanelor), cu ajutorul cărora se trasează pe hartă drumurile și relevmentele adevărate, în lipsa echerelor gradate.
Deoarece pe direcția de mișcare a vântului se produce poluarea cea mai intensă, unii autori au conceput o "roză a poluanților", derivată din roza vânturilor, care are brațele cele mai mari pe direcția opusă direcției dominante a vânturilor, pentru că poluanții se deplasează cu o frecvență corespunzătoare acestei roze. Concentrațiile medii de poluanți se vor calcula utilizând modelul climatologic de dispersie. Ele vor avea valorile cele mai mari în direcția opusă celei dominante de la roza vânturilor, adică în direcția unde vor bate vânturile cu frecventele cele mai mari de apariție.

## Simboluri

Drapelul NATO

- Emblema NATO a fost adoptată ca simbol al Alianței Nord – Atlantice de către Consiliul Atlanticului de Nord, în octombrie 1953. Cercul reprezintă unitatea și cooperarea , în timp ce roza vânturilor simbolizează direcția comună spre Pace pe care o urmează cele 19 state membre ale organizației.[10]
- Monumentul Kilometrul zero, din București, creat de către sculptorul Constantin Baraschi, constă într-un bazin circular în care, pe o roză a vânturilor, se află o sferă metalică pe care se găsesc semnele zodiacale. Între razele rozei vânturilor se află principalele provincii istorice românești: Muntenia, Moldova, Ardeal, Dobrogea, Banat, Oltenia, Basarabia și Bucovina.[11]
- Cupola unei moschei reprezintă Spiritul universal, "tamburul" octogonal care o susține simbolizează cei opt Îngeri "purtători ai Tronului", care la rândul lor corespund celor opt direcții ale "rozei vânturilor".[12]